# Évariste Onana
Pour les articles homonymes, voir Onana.
Évariste Onana (surnommé "VAVA", pour ses accélérations), né en 1979, est un footballeur franco-camerounais
Il a tour à tour évolué à l'U.S Créteil-Lusitanos, Stade de Reims, et à l'U.S Ivry (club de CFA en région parisienne).  
Aujourd'hui reconverti entraîneur et président d'association, Mani football forever. 
Breveté d'État, reconnu pour sa passion et sa rigueur dans la gestion et la pratique du football, il entraîna de 2012 à 2016 l'équipe fanion de la section féminine de football du Paris Université Club, club avec lequel il accéda à la Division d'Honneur (DH) pour la saison 2014-2015.

## Biographie
Évariste Onana est diplômé en marketing, en football (Brevet d'Entraîneur de Football (BEF) - UEFA  il est egalement titulaire d'un diplôme de Préparateur Mental pour sportif de haut niveau). Maryse Éwanjé-Épée, journaliste à RMC et ancienne détentrice du record de France du saut en hauteur, lui consacre un chapitre dans le cadre de ses activités associatives, dans son livre les Negriers du foot (éditions du Rocher, 2010). 
Il y est présenté comme quelqu'un d'une grande droiture, s'investissant sans retenue au service des autres.

### Action associative
En 2005, Evariste Onana crée l'association Mani football forever qui milite pour le respect des droits du jeune footballeur africain victime d'esclavagisme dans le football,. Dans son action, il bénéficie du soutien de plusieurs personnalités du sport, des affaires et de la politique notamment : Yannick Bodin, sénateur PS de Seine-et-Marne, Bruno Solo, Samuel Eto'o, Maryse Éwanjé-Épée, Bernard Lama et Jimmy Adjovi-Boco. 
Il est par ailleurs administrateur de l’association fédérative La Voix de l'enfant ayant pour marraine Carole Bouquet. 
Son combat pour la cause défendue est de plus en plus reconnue dans le monde et particulièrement en France, ce qui lui a valu la reconnaissance des lecteurs du journal Le Parisien, qui en ont fait Le héros anonyme 2008. Il a également eu droit à un passage télévisé remarqué dans un sujet intitulé Trafic de footballeurs sur M6 ("Six minutes") le 24 février 2008, en tant que président de l'association Mani football forever.

### Entraîneur de football
Après avoir entraîné de 2004 à 2010 au centre de formation de football de Paris (CFFP), Évariste Onana devint directeur sportif et entraîneur à FM Sports études, basé à Verneuil en région parisienne, de 2010 à 2013.
Il fut l'entraîneur de l'équipe fanion de la section féminine de football du Paris Université Club de 2012 à 2016. Il accéda notamment à la Division d'Honneur (DH) pour la saison 2014-2015 après s'être classé second du championnat de DHR (Division Honneur Régionale) en 2013-2014.